# Anna Sacher

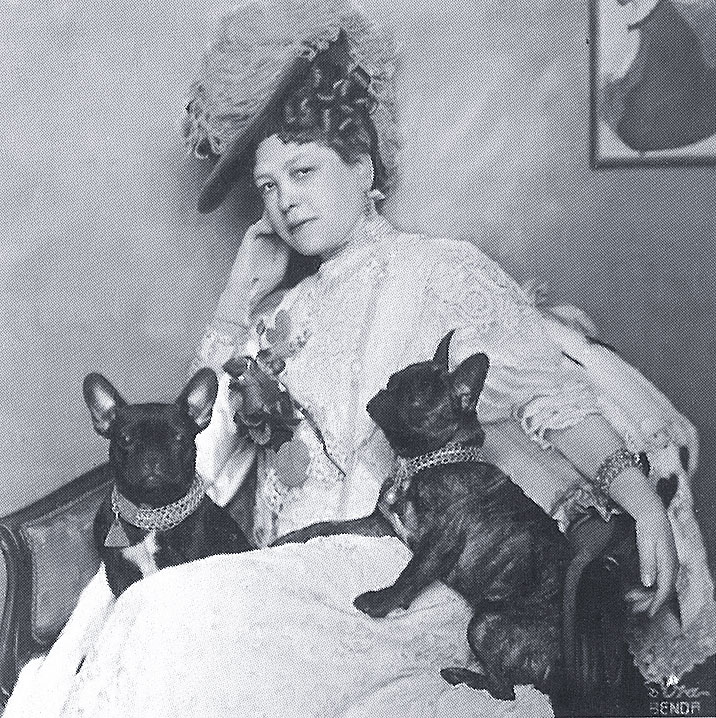
Anna Maria Sacher, Fotografie von Madame d’Ora, um 1908

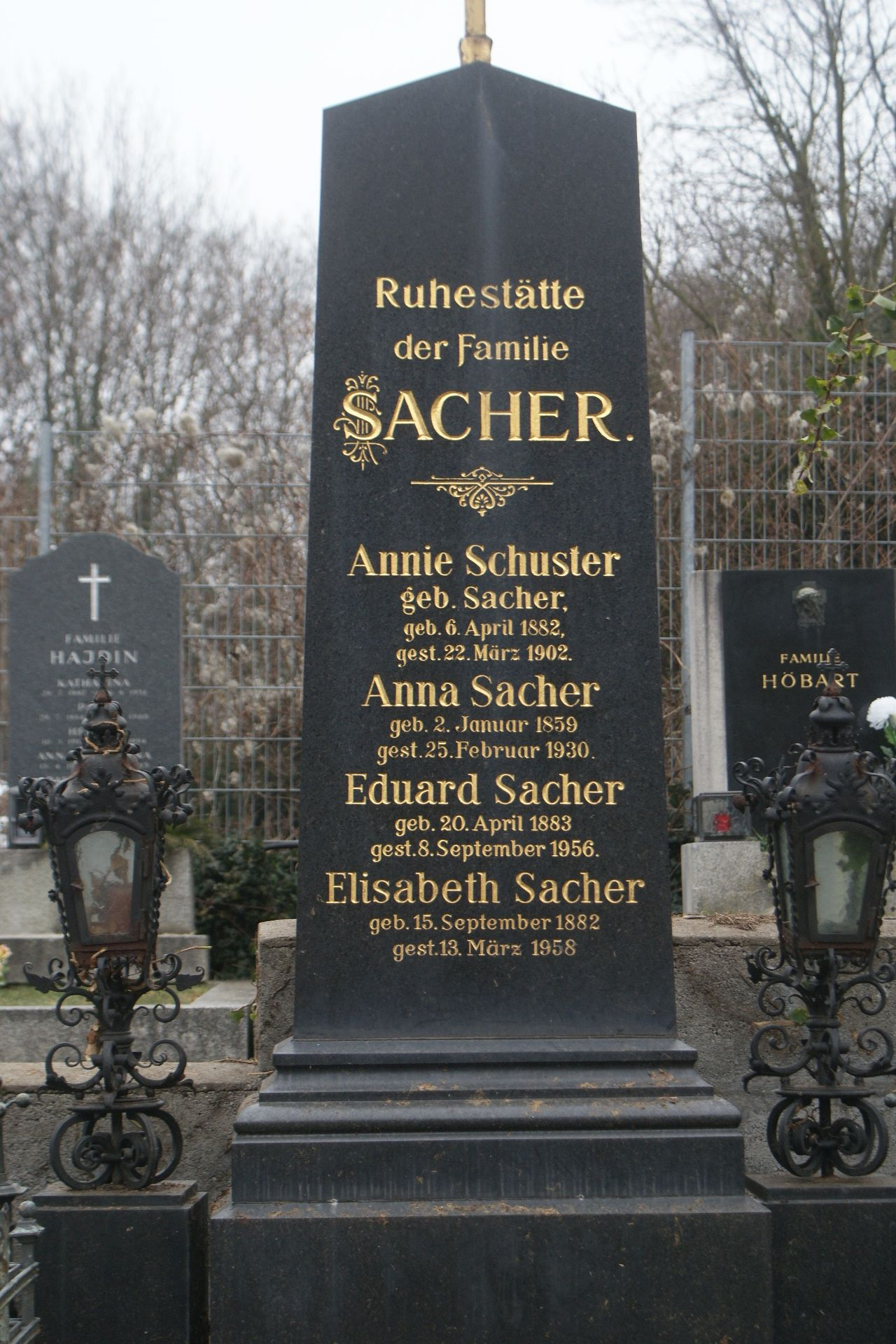
Grabstätte Anna Sacher und Sohn Eduard Sacher jun. (1883–1956)

Anna Maria Sacher, geborene Fuchs (* 2. Jänner 1859 in Wien; † 25. Februar 1930 ebenda) war eine österreichische Hotelbesitzerin des gleichnamigen Hotels Sacher, Schwiegertochter von Franz Sacher.

## Leben
Anna Sacher war die Tochter des Fleischhauers Johann Fuchs und seiner Frau Francisca, geborene Reitter. Anna Maria wuchs in der Leopoldstadt, dem 2. Bezirk der österreichischen Hauptstadt auf, wo sie die Schule besuchte und in der väterlichen Metzgerei aushalf.
Im Jahr 1880 heiratete sie den Gastronomen und Hotelier Eduard Sacher (1843–1892), den Sohn von Rosa und Franz Sacher, Erfinder der später weltberühmten „Sachertorte“, die später in der Konfiserie des Hotels gefertigt wurde. Aus der Ehe gingen die Kinder Eduard junior, Franziska und Anna („Anni“) hervor. Im Jahr 1876 hatte Eduard Sacher sein Hotel in der Wiener Philharmonikerstraße eröffnet. Binnen weniger Jahre war es wegen seiner Eleganz, Exklusivität und Spitzengastronomie geschätzt. Nachdem ihr Gatte 1892 verstorben war, übernahm Anna Sacher die Leitung des Hauses. In den folgenden Jahrzehnten machte sie das Hotel Sacher durch ihre gastronomischen Kenntnisse und ihren einzigartigen Unternehmensstil zu einem der berühmtesten Häuser in Europa. Wie ihr Mann vor ihr wurde Anna Sacher ebenfalls zum k.u.k. Hoflieferanten ernannt.
Die selbstbewusste Anna Sacher wusste sich selbst zu inszenieren, auch auf Fotos, und von ihr stammt der Satz: »Das Sacher, das bin ich und sonst niemand.«
Die zwölf Chambres séparées im Sacher wurden nicht nur zum Flirten genutzt, wobei die sittenstrenge Anna Sacher schaute, dass dies eher die Ausnahme blieb, sondern hier wurde zudem 1907 der „neue Ausgleich“ zwischen Österreich und Ungarn von Ministerpräsident von Koerber und Koloman von Szell ausgehandelt.
Die Hotelleiterin wurde durch zahlreiche Preise bei Kochkunst-Ausstellungen ausgezeichnet. Legendär war ihre Vorliebe für Zigarren und für kleine Französische Bulldoggen (sogenannte „Sacher-Bullys“), die sie unter ihrem Zwingernamen „Dernier cri“ auch selbst züchtete.
Anna Sacher wurde 1929 entmündigt, was mit dem stark verringerten geschäftlichen Erfolg ihres Unternehmens zusammenhing.
Seit 1934 ist das „Hotel Sacher“ im Privatbesitz der Familie Gürtler.
Anna Sacher wurde auf dem Dornbacher Friedhof (Gruppe 1, Nummer 44) in Wien beerdigt. Gatte Eduard sen. ist in der Familiengruft am Helenenfriedhof in Baden bei Wien beigesetzt.

## Auszeichnungen
- Goldenes Verdienstzeichen des Landes Wien mit der Krone
- Goldenes Ehrenzeichen der Republik Österreich

## Würdigung
Im Fernsehfilm Das Sacher von Robert Dornhelm aus dem Jahr 2016 wurde Anna Sacher von Ursula Strauss verkörpert. Der Dokumentationsfilm Die Königin von Wien – Anna Sacher und ihr Hotel von Beate Thalberg, ebenfalls aus dem Jahr 2016, zeigt ein filmisches Porträt von Anna Sacher. Im Jahr 1939 entstand der Spielfilm Hotel Sacher. Hier spielt Hedwig Bleibtreu die Anna Sacher.